# Death in Athens
Death in Athens släpptes den 12 mars 2008 och är det svenska bandet Eskobars femte studioalbum. Skivan innehållet bland annat spåret Hallelujah New World, som samma år var bidrag i den svenska Melodifestivalen.

## Låtlista
1. "As The Word Turns"
2. "Hallelujah New World"
3. "Obvious"
4. "Unique"
5. "Thinking About You"
6. "You Can't Hear Me"
7. "Flat Earth"
8. "Quiet World"
9. "One Life"
10. "Ready Or Not"
11. "Poisonous Kiss"
12. "Silver & Gold"

## Singlar
- "Hallelujah New World"
- "As the World Turns"
- "Flat Earth"
- "Silver & Gold"

## Listplaceringar
| Lista (2008) | Topplacering |
| ------------ | ------------ |
| Schweiz      | 41           |
| Sverige      | 24           |

### Fotnoter
1. ↑  ”Death in Athens”. Svensk mediedatabas. 2 mars 2008. http://smdb.kb.se/catalog/id/002269263. Läst 9 september 2014.
2. ↑  ”Death in Athens”. Hitparade. 2 mars 2008. http://hitparade.ch/album/Eskobar/Death-In-Athens-85622. Läst 9 september 2014.
3. ↑  ”Death in Athens”. Swedischcharts. 2 mars 2008. http://www.swedishcharts.com/showitem.asp?interpret=Eskobar&titel=Death+In+Athens&cat=a. Läst 9 september 2014.